# ゴッドフレッド・ドンサー
ゴッドフレッド・ドンサー（Godfred Donsah、1996年6月7日 - ）はガーナ出身のサッカー選手。ポジションはMF。FCクロトーネ所属。

## 経歴
2014年7月17日、カリアリ・カルチョに216万ユーロで移籍した。しかしチームはそのシーズンにセリエBに降格した。
2015年8月24日、ボローニャFCに700万ユーロで移籍した。29日のUSサッスオーロ・カルチョ戦でデビュー。
2021年8月27日、FCクロトーネに2年契約で移籍した。